# NHKワールドTV
NHK WORLD-JAPAN（エヌエイチケイ ワールド ジャパン）は、日本放送協会（NHK）による衛星基幹放送の一種で、協会国際衛星放送かつテレビジョン放送である。放送では使用しないが、NHKの国際放送部門の総称「NHKワールド JAPAN」との混同を避けるために「NHKワールドTV（エヌエイチケイワールドティーヴィー）」としており、この項目でもこれに準ずる。

## 概要
放送する財源は、NHKの予算のみではなく、日本国政府からの交付金も投入されている。ノンスクランブルの無料放送で、視聴料金は発生しない（日本国内で受信する場合でもNHK受信料額は変わらない）。開局期は日本語放送で、総合テレビのニュース番組の同時放送などで構成。段階的に英語放送を拡充し、2009年2月に英語による世界向け放送として開局し直した。
新生「NHKワールド」のスローガンは「Your Eye on Asia」。アジアに限らず、世界各地に在住する日本国民(在外邦人)に対しては英語以外で、日本語による放送を20世紀から実施しており、広告料に頼らず、日本国政府による国家予算において、唯一公的な日本国発の情報提供を行う公営放送局として、海外大都市部では、日本人関連組織や日本食レストランなどといった、日本人が関係する公共スペースで流されていることもある。

### 日本語放送
在外邦人向けの国内向け番組のニュース・情報番組専門チャンネルとして開局。国内放送番組の同時・時差放送中心とした日本語放送が7〜8割、国際放送独自による英語によるニュース・情報番組が2割程度。
「情報番組」は放送されるが「ドラマ・バラエティー（娯楽）・スポーツ番組」は放送されない。それらは、スクランブルで有料放送のNHKワールド・プレミアムで放送される。
英語放送への移行に伴い、国内放送番組（日本語放送番組）は、NHKワールド・プレミアムに一本化された。無料放送と有料放送の違いがあり、その差異を解消するためにニュース・情報番組とごく一部の娯楽・教養番組についてはNHKワールド・プレミアムの一部時間帯（その他、災害・地震・津波などの緊急時と政局関連などの特設ニュースがある場合も含む）でノンスクランブル放送を実施している。

### 英語放送
現在は全時間帯の番組で必ず英語を用いて放送している。国際放送独自番組はすべて英語放送。ニュース・情報番組を中心に文化・音楽・料理・紀行番組などが放送される。どうしても日本語の発言をしなければならない場合は、ボイスオーバー形式で英訳したものを放送するか、音声をそのまま放送場合は必ず英語の字幕を付けるかのどちらかでフォローする。
『クローズアップ現代』などNHK国内放送番組も英語吹き替えの上で放送。副音声による日本語放送を行っている番組もあるが、2012年度下半期の時点では『TOMORROW beyond 3.11』『Begin Japanology』『The Great Summits（グレートサミッツ）』の3番組にとどまっている。その副音声による日本語の放送も2013年度の番組改編で全廃となり、終日英語音声のみのモノラルまたはステレオ放送となる予定。ただし、NHKワールドTV独自番組でも国内向け放送およびNHKワールド・プレミアム向けに放送される際の日英2か国語放送は2013年度も継続される。
かつてはNHKの国内向け／海外向けのテレビ・ラジオ放送の全チャンネルを通じてスポーツ中継の放送が一切組まれていなかった時期もあった（2011年4月以降はBSプレミアムも該当する）。2022年現在は大相撲本場所開催期間中に大相撲中継のハイライト番組「Grand Sumo Highlight」を制作し、一部の時間帯で放送している。編成面では日本国内向け放送のBS1並であるが、BS1よりも圧倒的にニュース・情報番組が多く、完全独自編成による英語放送の専門チャンネルとして明確化されている。
2015年度はより充実した番組編成を進めていくために、平日はアメリカ大陸、アジア、ヨーロッパのそれぞれ見やすい時間帯に、それらの地域に向けて関心の高いジャンルを軸にした番組編成を試み、アニメーションやエンターテインメント番組などにも取り組む。基本的に1時間の前半30分（土・日は冒頭10分）が報道系（最新ニュース・ニュース解説・インタビュー）、後半（30-50分）は日本の文化・芸術・食・科学技術・エンターテインメントなどを特集したゾーンと分けている。
- アメリカ大陸向けを意識したもの　ニュース・情報、国際規模の討論、経済、科学技術、ドキュメンタリー
- アジア向けを意識したもの　ニュース・情報、国際討論、旅、食、トレンド情報
- ヨーロッパ向けを意識したもの　文化・伝統、スポーツ、アニメーション・エンターテインメント

なお、番組編成に際しては、毎日メンテナンスによる休止を除く24時間を通して終日放送しているが、それぞれの国・地域の時差を踏まえ、それらの視聴に最も最適な時間で視聴できるようにするため、速報性のあるニュース・スポーツ中継などの一部を除き、原則的には同じ内容を複数回繰り返して放送している。
特に、「NHK NEWSLINE」の時間帯を中心に、アイキャッチとして日本国内（ニューヨーク発の時間帯はニューヨーク市街地）の観光地の環境映像、また番組の合間のステーションブレークの時間帯には同じように観光地のタイムラプス映像や、いじめ撲滅のための「Anti Bullying Campaign」（いじめにあった各国著名人へのインタビューで構成）、新型コロナウィルス撲滅のためのキャンペーン「Hand Wash Dance」（正しい手の洗い方を映したもの）、「未来へ 17アクション」キャンペーンのスポットが放送されている
なお緊急有事が発生した場合、全波全中放送、またはそれに準じる大規模な災害や事件であれば、総合テレビの放送内容（この場合総合では二か国語放送の副音声ステレオ2の英語放送を流す）をそのまま放送するほか、通常放送編成であっても画面下にティッカー字幕を流す場合もある。

### 中国語放送
中国語のニュースや番組をインターネット配信するサービスであり、日本の文化や地域の紹介だけではなく、災害などの万一の際に安全・安心に役立つ情報源になることをめざしている。

## 歴史
1990年：ヨーロッパで日本のテレビ番組を放送するJSTVが開局、1991年には北米地域で放送するテレビジャパンが開局。どちらもNHKの関連会社が運営（どちらも改組している）。共に放送内容はNHKを中心に、民放の番組も放送している共通点がある。
1994年：放送法改正により受託協会国際放送が制度化された。
1995年4月：受託協会国際放送としてNHKワールド開局。受信エリアはヨーロッパ・北アメリカ。NHKは委託放送事業者となった。
1998年4月：アジア/太平洋地域への放送を開始。
2001年8月：使用衛星の変更によりアフリカ南部地域への到達により、全世界での視聴が可能になった。

### 英語放送へ転換（2006年 - 2008年）
2006年1月から、総務大臣懇談会「通信・放送の在り方に関する懇談会」、および3月の外務大臣諮問機関「海外交流審議会」の答申において国際放送の強化が謳われる。この時期は新興の国際ニュースチャンネル（RTやフランス24、アルジャジーラ、中国中央電視台の英語放送）が開局し、広報手段として国際放送の強化を検討しだした格好。ここでは英語放送の拡充のほか、NHKの子会社に民放も出資する形態が検討された。これ以降、NHKワールドTVは英語放送化へ向けて英語放送の拡充を行ってゆく。
2008年4月1日、外国人向けテレビ国際放送の強化を目指して日本国際放送が発足、NHKから番組制作や運営・セールス業務を受託している。
2008年9月29日の後期番組改編をもって、NHKワールドTVの英語放送の比率が100%に達した、とされている。ここでいう「英語放送の比率」とは英語音声のみの番組、2か国語放送（全時間帯で英語主音声・日本語副音声）の番組、英語字幕・ニュースティッカー表示の番組（音声は日本語のみ）を合わせた比率を言う。この改編では、定時英語ニュース『NHK NEWSLINE』の拡充が目玉だったが、この時点では『NHKニュース7』など日本語番組がいくつか残されている。

### 再開局（2009年 - ）
2009年2月2日　NHKワールドTVは再開局（Relaunch）。日本標準時8:00からは開始前のカウントダウンが表示され、日本標準時9:00（協定世界時0:00）から本放送を開始。100%自主編成の英語放送とし、ロゴ・映像デザインの変更、BS1に似た報道番組を中心にした新編成にリニューアル。スタジオもハイビジョン対応の設備にリニューアルした。これにより国内向け放送の番組編成の変更に左右されることなく常に定時放送が行えるようになった。
それ以後、原則として日本標準時9:00（ただし放送番組時刻表=番組表は5:00＜協定世界時20:00＞）を1日の編成上の起点時間としている。
定時ニュース『NHK NEWSLINE』の制作や運営業務は日本国際放送に委託している。日本国際放送が週2本の番組制作を担っており、その番組のみCMを放送することができる。
2009年12月には従来のSD放送に加え、HD放送を開始（12月7日からの試験放送を経て14日本放送開始）、SD放送はサイドカットした4:3サイズが維持されている（国内向け放送の一部番組は14:9サイズまたは16:9レターボックス）。HD放送開始と同時にNHKワールドTVのPAL方式のSD放送とNHKワールド・プレミアム（NTSC方式のSD放送）も画質が従来よりも大幅に向上された。
2010年3月より、日本民間放送連盟加盟社で制作された、良質のドキュメンタリー番組もNHKワールドTVで配信されることとなった。
2011年3月11日、東北地方太平洋沖地震発生時以降は、通常番組の放送中止を行った上で、NEWSLINEの放送時間拡大や、2009年の再開局以降初となるNHK総合テレビジョンのサイマル放送（ただし音声は総合テレビの副音声)、常に地震関連情報を提供するためNEWSLINEの録画放送を行うなどの特別編成を行っている。また、放送中は画面右上にNHKワールドのURLを常時表示していた。
2011年6月30日、放送法改正により受託協会国際放送は協会国際衛星放送となった。委託放送事業者であるNHKは衛星基幹放送の認定基幹放送事業者とみなされた。
2018年4月1日、旧NHKワールドTVは放送終了し、新生「NHKワールドJAPAN」にリニューアルされ、ロゴデザインの変更などが行われた。
NHKによると、2021年12月現在、世界160か国、3億8000万世帯で視聴が出来るとしている。
一部の国や地域において、該当国にとって不利な報道があった場合は検閲制度などにより、一時的に放送が遮断されるケースもあり、中華人民共和国（中国）やロシアなどでこの事例が発生している。
2024年5月23日、総務省の有識者会議である公共放送ワーキンググループは海外の配信プラットフォーム事業者との競争などを背景として、コマーシャルメッセージ（広告）放送の導入に関する議論を開始した。NHKは民間放送と共同でインターネット配信のプラットフォームを作り、コンテンツの海外発信を強化するための費用に充てたいとしている。

## ステーションID
NHKワールド・プレミアムと共通のものを使用している。英語放送を機にスローガン「Your Eye on Asia」を使用している。日本国内では2010年度までデジタル教育テレビのマルチ編成（023ch）で高校野球中継期間を除く毎週日曜日（10:00〜11:30の間）に見ることができた（デジタル教育テレビではステーションIDがステレオ放送となっている）。

## 視聴方法

### 日本での放送
日本で視聴する場合、直接受信する必要があるが、NHKワールドTV自主制作の殆どが総合テレビ、Eテレ（一部番組はマルチ編成）、NHK BS1でも放送されていた。英語放送以降も国内チャンネルで視聴できるが、自主制作が増えたために国内チャンネルで視聴できる番組は限られている。現在放送されている本数もBS1が10番組あるものの、総合が1番組、BSプレミアムが1番組のみにとどまっている。なお、かつては英語ニュースもあったが、国内向けは後述のケーブルテレビ・ひかりTV向けを除いて打ち切られている。
自主編成・自主制作となったのを機に駐日大使館や在留外国人などから英語放送の需要があることから、NHKワールドTVを日本で視聴する為の環境整備が課題とされている。そのために、2010年1月には総務省が法改正を検討していることが明らかになった。
国内チャンネルでの放送はスポーツ中継など特別編成で放送がない場合がある。海外安全情報は、NHKオンライン上のNHKワールド公式サイトから動画で視聴することができる。
北海道洞爺湖サミット開催期間中（2008年7月7日〜9日）は、会場周辺地域とプレスセンターのみであるが、関係者に貸し出される特殊な携帯電話でNHKワールドTVを含めた8か国の国際テレビ放送をワンセグ放送での再送信を行った。日本国内でNHKワールドTVの再送信を行うのは放送開始以来初めてとなった。
2009年3月22日、総合テレビで『密着!NHKワールドTVの舞台裏』と題した毎正時に放送される英語ニュースの舞台裏などを紹介する特集番組が放送された（23:00〜23:30 ステレオ放送・字幕放送あり）。キャスター陣は本番時は英語で伝えるが、本番前のスタッフとの打ち合わせでは日本語でやりとりすることがほとんどである。
日本国内で大規模地震が発生したり、津波警報・注意報が発令された場合は在留外国人向けに地上波や衛星放送にて放送される臨時ニュースの副音声にて、NHKワールドTVの同時放送（音声のみ）を行う場合がある。

#### ケーブルテレビ・ひかりTVを通しての視聴
また、2011年の東日本大震災において被災した外国人に対する情報提供の一環として、同3月15日より4月8日までNHKワールドTVの番組を日本の以下に示すケーブルテレビ局でも無料配信を実施している。局により対応はまちまちで24時間終日放送している局、時間帯を限定して提供する局等様々。番組では震災関係のニュースを提供するほか、日本国内向けの『おはよう日本』、『NHKニュース』（正午）、『NHKニュース7』、『クローズアップ現代』、『ニュースウオッチ9』の各番組を同時生放送し、国内一般視聴者向けには副音声（デジタル・ステレオ2）で提供する英語翻訳の同時放送を行っている。
2011年4月1日より、研究学園都市コミュニティケーブルサービス（つくば市）において正式な番組配信も開始され、それ以後も全国各地のケーブルテレビ局、2013年10月からは地域を限定しない全国向けの衛星放送サービスとしては初めてとなるひかりTV（IP放送）での全国向けでの配信が開始された（なお、スカパー!系列のサービスでは2024年1月現在も提供されていない）。また、特約を結んでいる旅館・ホテルにおいても受信できる施設が各地にある。
ケーブルテレビ再送信局ではいずれもPAL方式のSD放送をNTSC方式に変換して再送信している。

##### 定時配信を行っているケーブルテレビ局
2020年時点。
広域での放送
- ひかりTV（全国、IP放送）[23]
- J:COM加盟各局（全国各地 [注 4]）

特定の地域での放送
- 秋田ケーブルテレビ（秋田県秋田市など）
- JWAY（茨城県日立市）
- 研究学園都市コミュニティケーブルサービス（茨城県つくば市）
- いちはらコミュニティー・ネットワーク・テレビ（千葉県市原市）
- イースト・コミュニケーションズ（千葉県千葉市）
- ゆずの里ケーブルテレビ（埼玉県入間郡毛呂山町）
- 東松山ケーブルテレビ（埼玉県東松山市）
- 入間ケーブルテレビ（埼玉県入間市・東京都西多摩郡瑞穂町）
- 東京ベイネットワーク（東京都中央区・江東区）
- ケーブルテレビ品川（東京都品川区）
- 多摩ケーブルネットワーク（東京都青梅市など）
- 厚木伊勢原ケーブルネットワーク（神奈川県厚木市）
- エヌ・シィ・ティ（新潟県長岡市・三条市など）
- 上越ケーブルビジョン（新潟県上越市・妙高市）
- テレビ松本ケーブルビジョン（長野県松本市など）
- 福井ケーブルテレビ（福井県福井市など、南条郡南越前町は対象外）
- さかいケーブルテレビ（福井県坂井市・あわら市）
- 嶺南ケーブルネットワーク（福井県敦賀市）
- 美方ケーブルネットワーク（福井県三方郡美浜町など）
- トコちゃんねる静岡（静岡県静岡市）
- TOKAIケーブルネットワーク（静岡県沼津市・御殿場市など）
- シーシーエヌ（岐阜県岐阜市・羽島市など）
- シー・ティー・ワイ（三重県四日市市周辺）
- ケーブルネット鈴鹿（三重県鈴鹿市）
- KCN京都（京都府宇治市・京田辺市など）
- 近鉄ケーブルネットワーク（奈良県奈良市・生駒市など）
- こまどりケーブル（奈良県宇陀市など）
- テレビ岸和田（大阪府岸和田市）
- 日本海ケーブルネットワーク（鳥取県鳥取市・倉吉市など）
- 鳥取テレトピア（鳥取県鳥取市）
- アイ・キャン（山口県岩国市）
- ケーブルメディア四国（香川県高松市など）
- KBN（香川県坂出市）
- 中讃ケーブルビジョン（香川県丸亀市）
- 三豊ケーブルテレビ放送（香川県観音寺市・三豊市）
- 愛媛CATV（愛媛県松山市周辺）
- 四国中央テレビ（愛媛県四国中央市）
- 日本中央テレビ（徳島県吉野川市）

##### 東日本大震災時に配信を行っていたケーブルテレビの一覧
- J:COM加盟各局（全国各地 [注 4]）
- JC-HITS加盟各局（チャンネル700 全国各地）
- 帯広シティーケーブル（北海道帯広市）
- ニューメディア（北海道函館市・山形県米沢市・新潟県新潟市）
- 北上ケーブルテレビ（岩手県北上市）
- 研究学園都市コミュニティケーブルサービス（茨城県つくば市）
- 広域高速ネット二九六（ケーブルネット296、佐倉市など千葉県房総地域）
- 東京ベイネットワーク（東京都江東区・中央区）
- 高岡ケーブルネットワーク（富山県高岡市）
- ビック東海（静岡市など静岡県東部地域）
- ケイ・キャット（eo光テレビを含め、近畿地方の広範囲）

#### 日本国内でのNHKワールド番組の放送
NHKワールドの一部番組は、NHK BS1を中心として、国内向けにも放送されている。BS1の放送は基本的に平日14時から14時30分と、午前4時台（ただし、スポーツ中継により放送休止となる日もある）。かつてはこれらの番組終了後にNHKワールドTVに出演するキャスターのコメントを収録した30秒のスポットが放送されていた。一部番組ではステレオ2により音声多重放送で日本語吹き替えを入れた番組があり、2014年度までは、平日15時台に地上波Eテレのマルチチャンネル編成で放送したものもあった。NHKBSへの移行後は午前4時台に放送していたが、2025年3月をもってNHKBSでの放送はすべて終了した。

##### 2022年度のラインナップ
・
総合
- 火曜 11:05 - 11:30 CYCLE AROUND JAPAN
- 随時ミッドナイトチャンネル枠 SONGS OF TOKYO

BS1
14時台
（いずれも14:00-14:30。2か国語。主音声日本語吹き替え）
- 月曜 Asia Insight
- 火曜 Where We Call Home（翌月曜5:00-5:30再放送）
- 水曜 Journeys in Japan（日曜4:30-5:00再放送）
- 木曜 Core Kyoto
- 金曜 Trails to Oishii Tokyo（2022年3月まで火曜日）

4時台（テーブル上は前曜日深夜扱い）
（いずれも4:30-4:58。英語のみ）
- 月曜 Sharing The Future、またはRISING
- 火曜 Japanology Plus
- 水曜 Japan Railway Journal
- 木曜 DESIGN TALK PLUS[注 5]
- 金曜 The Signs（-4:45）、DEEPER LOOK from New York（4:45ｰ）
- 土曜 Medical Frontiers

BSプレミアム
- 土曜 2:30 - 3:00（金曜深夜） J-MELO（英語+日本語字幕）

広報番組
- 2015年4月5日より、原則毎週日曜に、NHK総合テレビジョンにて『ハロー!NHKワールド JAPAN』（2022年度まで『Doki Doki! NHKワールド JAPAN』）を放送する。この番組はNHKワールドの番組を担当するアナウンサー・キャスター（2022年度まではゆりやんレトリィバァ、パトリック・ハーラン（パックン）とホラン千秋や、すみれ、松井玲奈らが出演していた）が案内役を務め、NHKワールドTVで放送されている番組の見どころについて、その番組に出演するキャスターや主要出演者へのインタビューを通して紹介するというものである[28]。

過去に
総合
- BENTO EXPO（日本語のみ。国内向けに再編集したものを放送）

Eテレ
- DESIGN TALK PLUS（2か国語。主音声日本語吹き替え）[注 5]
- 舞妓さんちのまかないさん（日本語のみ。国内向けに編集したものを放送）[注 6]

BS1
- Side by Side
- TOKYO FASHION EXPRESS
- TOKYO EYE 2020

### インターネットやアプリ配信
2008年2月より、NHKワールドの英語トップページよりストリーミング配信が実施されており、日本国内からも直接受信の機材を必要とせずに視聴が可能となった。ただし、定時ニュースと情報番組の一部に限られ、定時ニュースでも放映権など権利関係から放送できないことがある。
2009年の再開局までは、IPアドレスからの識別によって、日本のインターネット・サービス・プロバイダからビデオアーカイブにアクセス出来ないようにされていたが、2018年現在は全ての番組が視聴可能である。Adobe Flashが再生できるパーソナルコンピュータであれば、TV Live | NHK WORLD-JAPAN Live & Programsにアクセスすればよい。番組表も利用できる。
2010年2月5日、NHKワールドTVのインターネット配信を視聴するアプリケーションをApp Storeで配布。これにより、iPhone / iPod touch / iPadでも視聴できる。その後、Android Market（現・Google Play）でAndroid対応のスマートフォン／タブレット端末向けの配布も行われた。
2011年3月11日発生した、東北地方太平洋沖地震発生後は、特別措置として公式サイト・iPhoneアプリのほか、USTREAMとニコニコ生放送、LiveStationからも配信を実施した。
2015年10月からはAmazon Fire TVやApple TV、2019年1月からはRoku、2024年3月からはAndroid TVといったテレビ接続型デバイス（スマートテレビを含む）でも専用アプリを通して、NHKワールドTV（ストリーミング配信）の視聴が出来るようになった。また、Chromecastにも対応していることをGoogleが公表している。
2022年3月からはニュース番組に限り、YouTubeでのライブ配信も開始している。
インターネット配信では英語による字幕付与サービスを行っている。2018年12月からは日本国内において、同配信を視聴した場合にもこのサービスを適用している。2019年6月からはGoogleのAI（人工知能）による自動翻訳により、英語以外の多言語にも対応。2022年3月現在、9言語10種類に対応していたが、2025年2月にAIによるミスで不適切な翻訳が確認されたことから、このサービスを終了した。
インターネットで中国語のテレビ放送NHK華語視界を2019年1月に開始した。
また、音声のみの提供であるが、日本国外向けの衛星ラジオ放送、「録音ラジオサーバー」（2022年10月から2023年9月。アプリの配信停止により終了）などのradikoやコミュニティ放送などの一部の非公認互換アプリにおいて、NHKワールドTVの配信（土・日曜日一部時間帯はラジオ独自番組）を行っている。
なお、多くの時間はアプリ、および衛星ラジオ放送でもテレビと同じ内容を放送・配信しているが、権利上の関係で日本国際放送（JIB）が単独制作、ないしは民放各局と共同制作した番組に関しては、アプリでは配信できず、環境映像などに差し替えられている。
2024年1月、総務省にて行われた有識者会議「公共放送ワーキンググループ」において、国際放送（NHKワールド JAPAN）及びラジオ（ラジオ第1・ラジオ第2・FM）のネット配信についても地上波（NHKプラス）と同様に必須業務化とする方向で検討されていることが報じられた。その後、同年5月17日に国際放送及びラジオのネット配信の必須業務化を盛り込んだ改正放送法が第213回国会において可決・成立し、同月24日に公布された。
2025年10月1日以降は前述の改正放送法によるインターネット配信の必須業務化により、NHKワールドTVにて放送されるテレビ番組を同時及び見逃し配信として提供する。なお、日本国内におけるNHKのインターネットサービスは同日から「NHK ONE」として提供されるが、NHKワールドTVのインターネットサービスは引き続き「NHK WORLD-JAPAN」の名称で提供する。